# Yudi, Chongqing
Yudi (kinesiska: 腴地) är en socken i sydvästra Kina. Den ligger i häradet Youyang i storstadsområdet Chongqing, omkring 240 kilometer öster om det centrala stadsdistriktet Yuzhong. Antalet invånare är 6 303. Befolkningen består av 2 978 kvinnor och 3 325 män. Barn under 15 år utgör 29,0 %, vuxna 15-64 år 53 %, och äldre över 65 år 17,0 %.